# Prilagodljivo hip sortiranje
Prilagodljivo hip sortiranje je algoritam za sortiranje koji je sličan hip sortiranju, ali koristi nasumično binarno drvo pretrage da struktuira ulaz prema bilo kom postojećem redosledu.Nasumično binarno drvo pretrage se koristi za izbor kandidata koji će biti stavljeni u hip, tako da hip ne mora da vodi računa o svim elementima.Prilagodljivo hip soritranje je deo familije prilagodljivih algoritama za sortiranje.
Prvo prilagodljivo hip sortiranje je bilo Dijkstrino glatko sortiranje.